# Paul-Albert Besnard
Paul-Albert Besnard (n. 2 iunie 1849, Paris, Île-de-France, Franța – d. 4 decembrie 1934, Paris, Île-de-France, Franța) a fost un pictor și gravor francez.

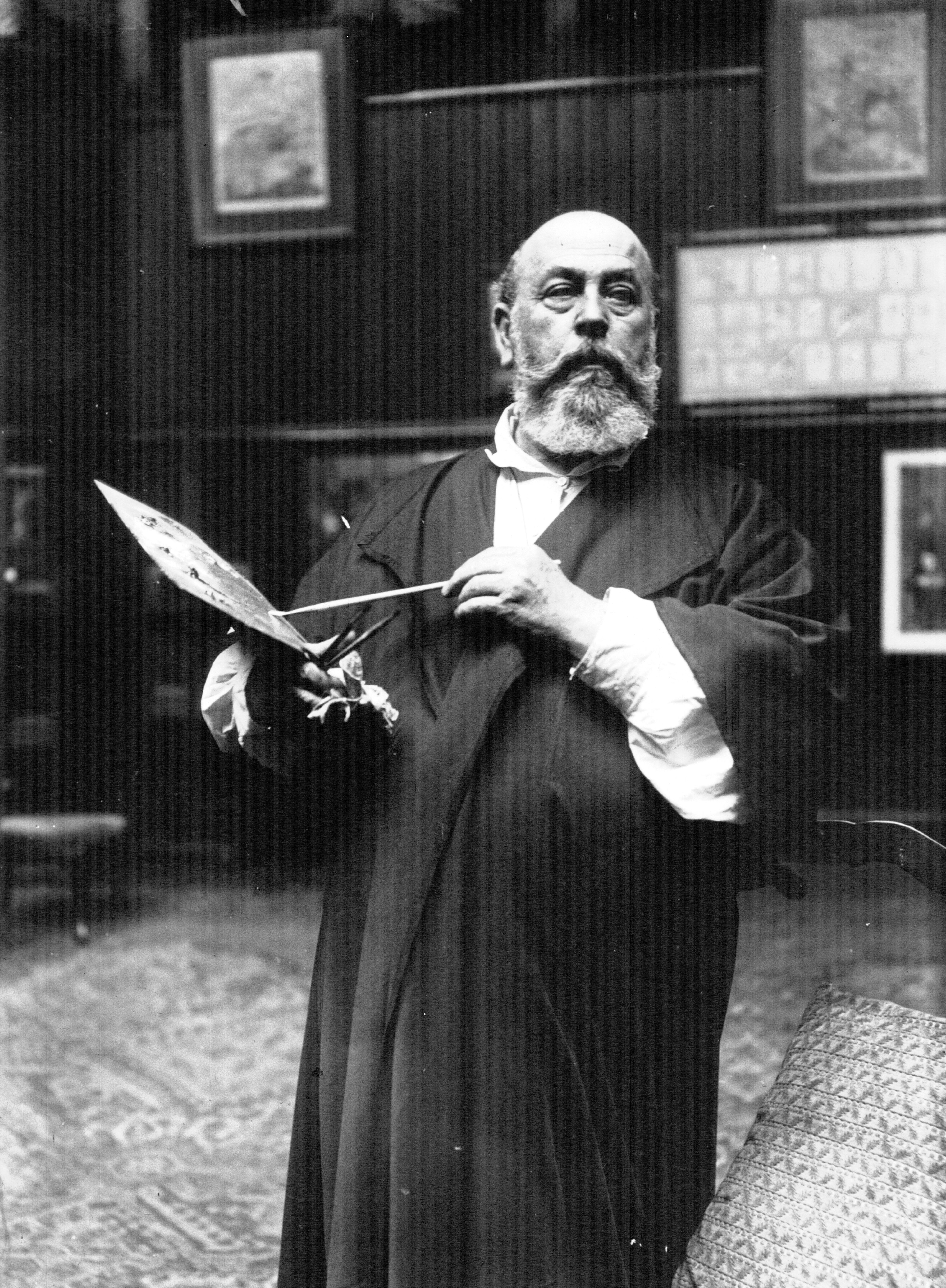
Albert Besnard (1913), fotografie de Agence de presse Meurisse. Paris, Bibliothèque nationale de France.

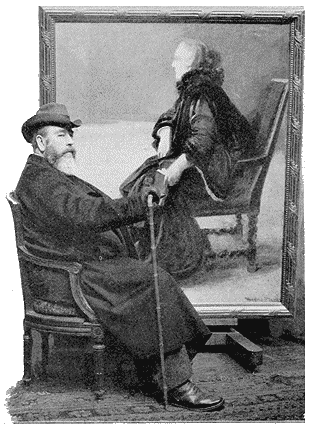
Albert Besnard în fața unui portret al soției sale (1905)

## Biografie
Besnard s-a născut la Paris și a studiat la École des Beaux-Arts, a studiat cu Jean Bremond și a fost influențat de Alexandre Cabanel. A câștigat Prix de Rome în 1874 cu pictura Moartea lui Timofan.
La 19 noiembrie 1879 s-a căsătorit cu sculptorița Charlotte Dubray⁠(d) (1854–1931). Au avut patru copii, dintre care trei au devenit artiști.
Până în jurul anului 1880 a urmat tradiția academică, dar apoi s-a îndepărtat complet de aceasta și s-a dedicat studiului culorii și luminii, așa cum au fost concepute de impresioniști. Realismul acestui grup nu i-a atras niciodată imaginația îndrăzneață, însă a aplicat metoda lor tehnică în lucrări ideologice și decorative de mare amploare, precum frescele de la Sorbona, École de Pharmacie, plafonul Comédie-Française (teatrul cel mai important din Paris), Salle des Sciences de la Hôtel de Ville⁠(d), primăria din arondismentul 1 și capela spitalului din Berck, pentru care a pictat doisprezece Căi ale Crucii într-un spirit complet modern.
Un mare virtuoz, a obținut succese strălucite deopotrivă în acuarelă, pastel, ulei și gravură, atât în portretistică, cât și în peisaj și în decorare. Analiza sa detaliată a luminii poate fi studiată în tabloul La femme qui se chauffe de la Muzeul Luxemburg din Paris, parte a unui mare grup de studii despre nuduri, dintre care un exemplu ulterior este Une Nymphe au bord de la mer, precum și în lucrările realizate în timpul și după vizita sa în India din 1911. Un panou mare, Pacea prin arbitraj, a fost finalizat cu șapte zile înainte de izbucnirea războiului în 1914.
Parțial sub influența lui Thomas Gainsborough și Joshua Reynolds, pe care i-a studiat în timpul unui sejur de trei ani în Anglia, și-a aplicat metodele într-o serie strălucită de portrete, în special ale femeilor. Printre acestea se remarcă Portrait de Théâtre (Madame Réjane) și Mme. Roger Jourdain. Primul este un exemplu remarcabil al îndrăznelii sale neconvenționale. O lucrare ulterioară este Regele și regina Belgiei (1919). Lucrările sale peisagistice sunt reprezentate de L'île heureuse și Un Ruisseau dans la Montagne (1920). Simbolist în operele sale decorative, încântarea sa sinceră față de lumea exterioară și tehnica sa luminoasă „șic” îl apropie de pictorii francezi ai secolului al XVIII-lea.
Membru fondator al Société Nationale des Beaux-Arts în 1890, a devenit membru al Institutului în 1913. I-a succedat lui Carolus Duran⁠(d) ca director al Academiei Franceze din Roma. În 1912, a devenit membru al Académie des Beaux-Arts⁠(d) din Franța, iar în 1922 a devenit director al École des Beaux-Arts. În 1923 a co-fondat Salon des Tuileries⁠(d).
A fost reprezentat în expoziția oficială de artă franceză organizată în Statele Unite în 1919-1920 printr-un portret simbolic din 1917 al cardinalului Mercier. O expoziție importantă a lucrărilor sale a fost prezentată în diferite orașe din Statele Unite în 1924.

## Onoruri
- 1907: Membru al Academiei Regale de Științe, Litere și Arte Plastice din Belgia
- comandor al Legiunii de Onoare
- Membru al Société Nationale des Beaux-Arts
- 1924: membru al Academiei Franceze (Locul #13).
- 1932: Membru corespondent de onoare al Academiei Naționale de Design.

## Galerie

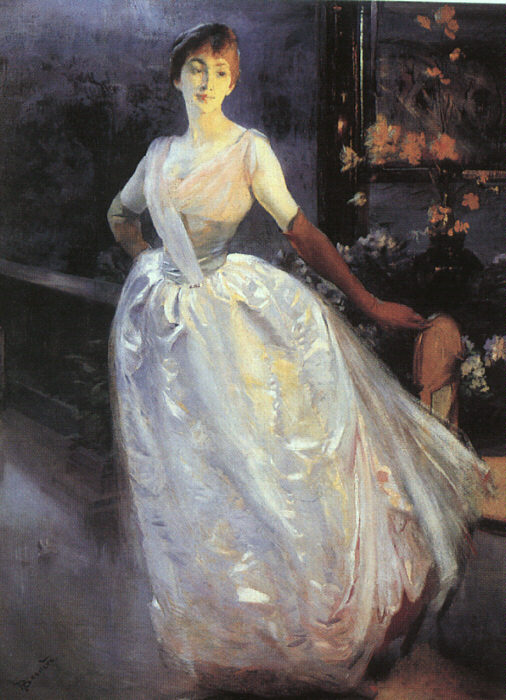
Portretul doamnei Roger Jourdain (Henriette Jourdain), ulei pe pânză, 1886
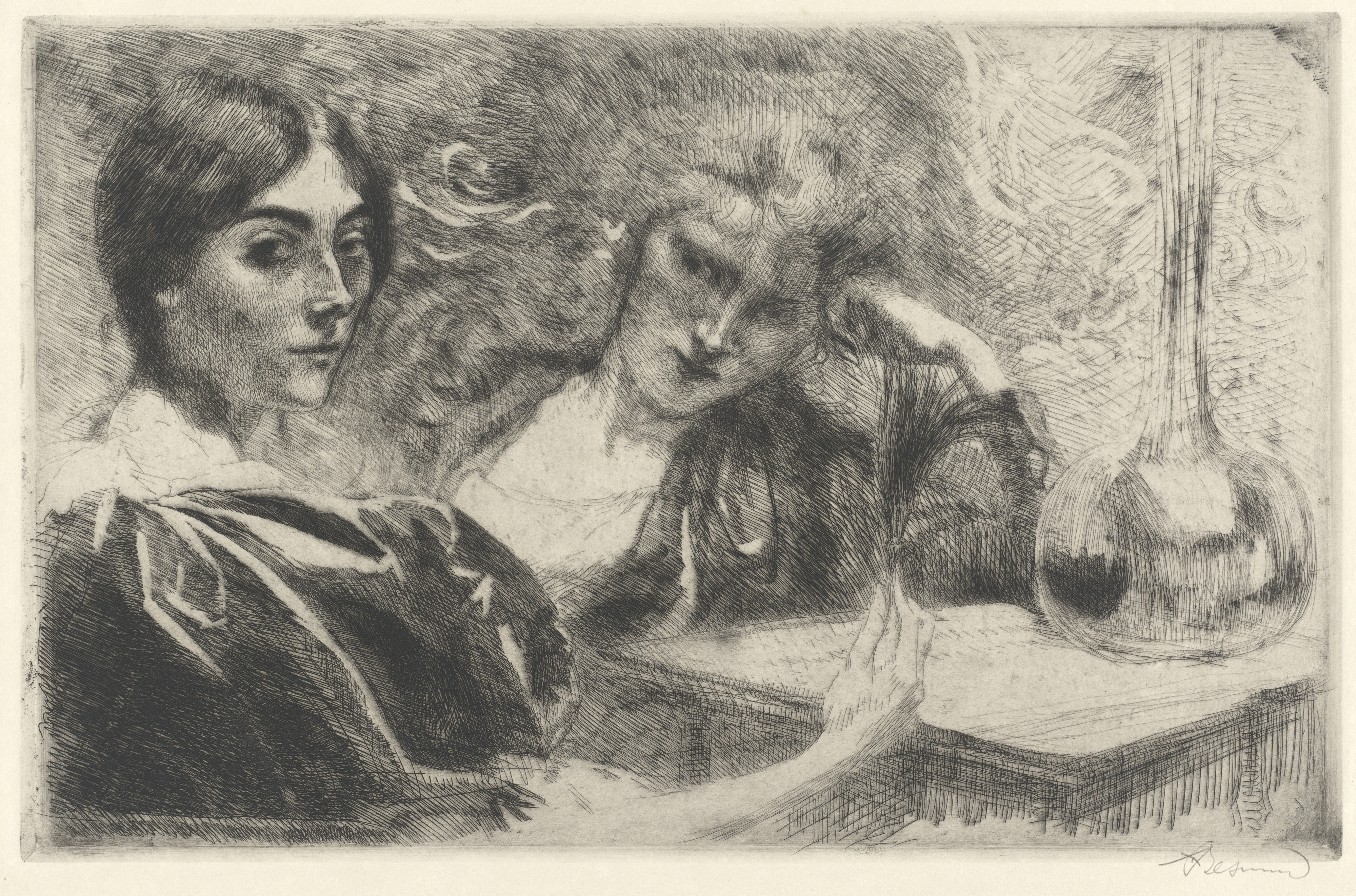
Dependenți de morfină (Morphinomanes), gravură, 1887
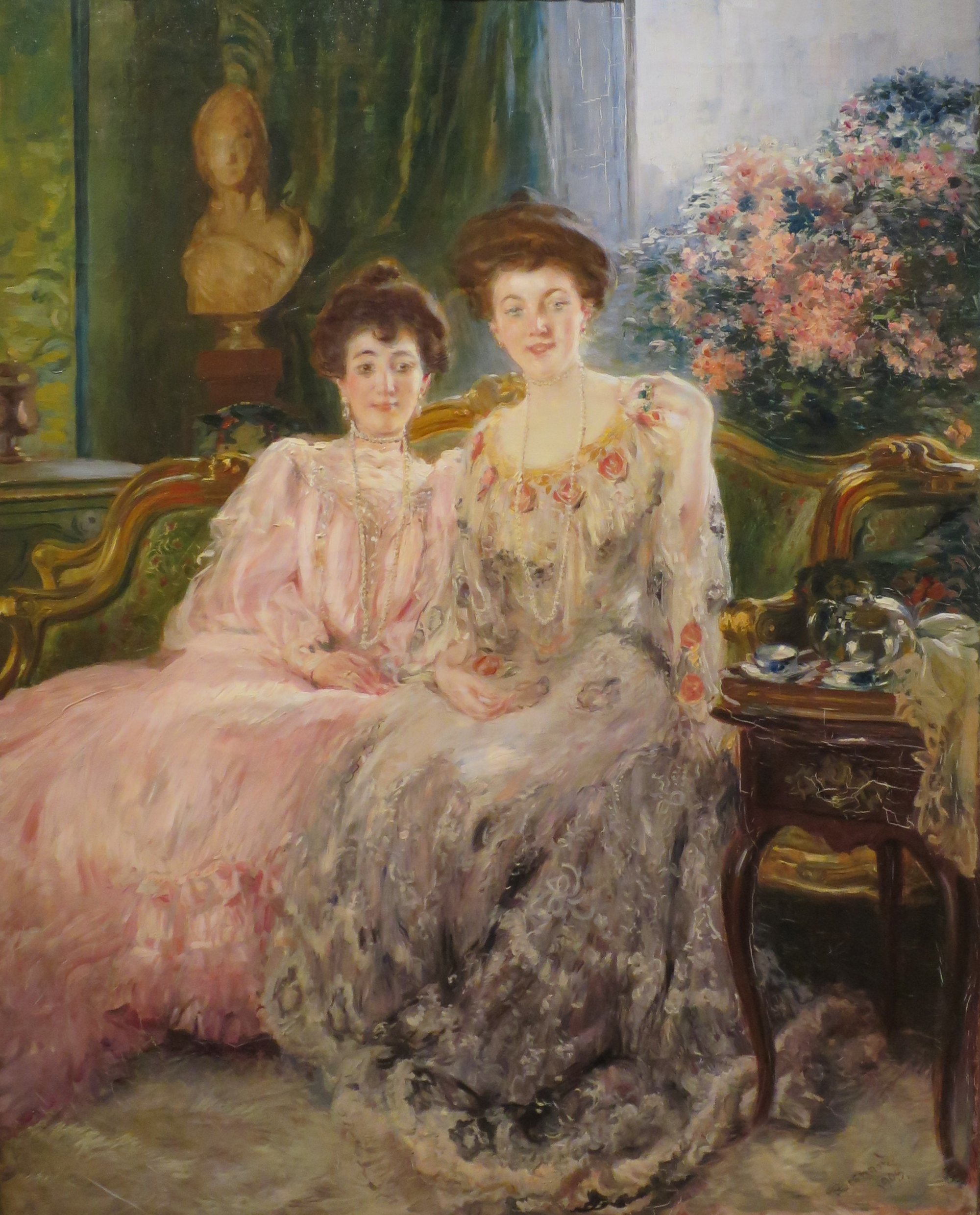
Portretul surorilor Kharitonenko, ulei pe pânză, 1903, la Muzeul Pușkin
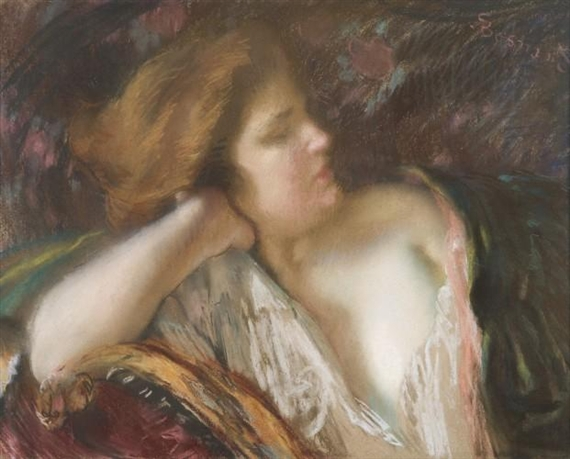
Femme pensive dans un sofa, pastel, 1890
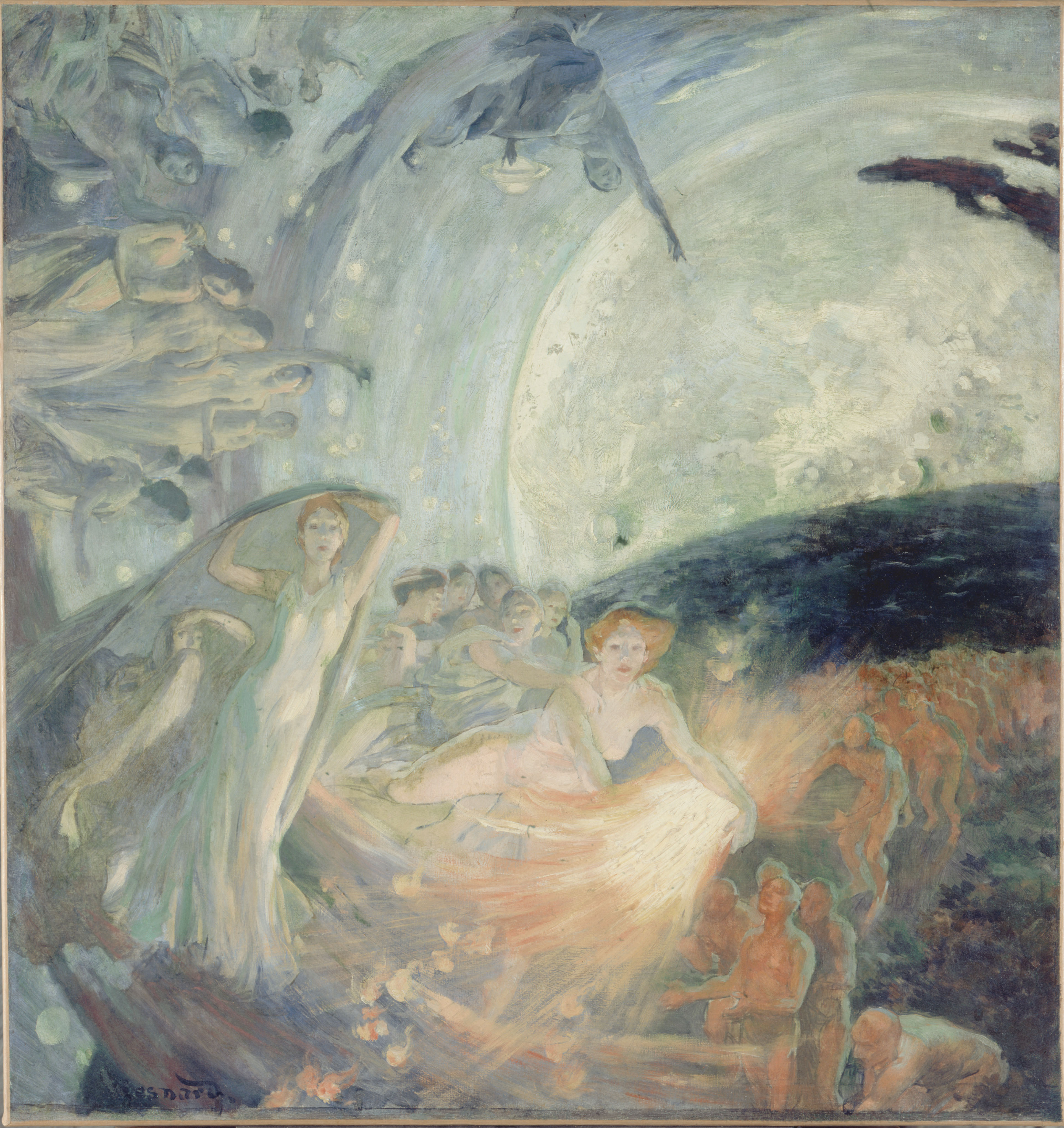
Adevărul, care conduce științele în urma sa, își răspândește lumina
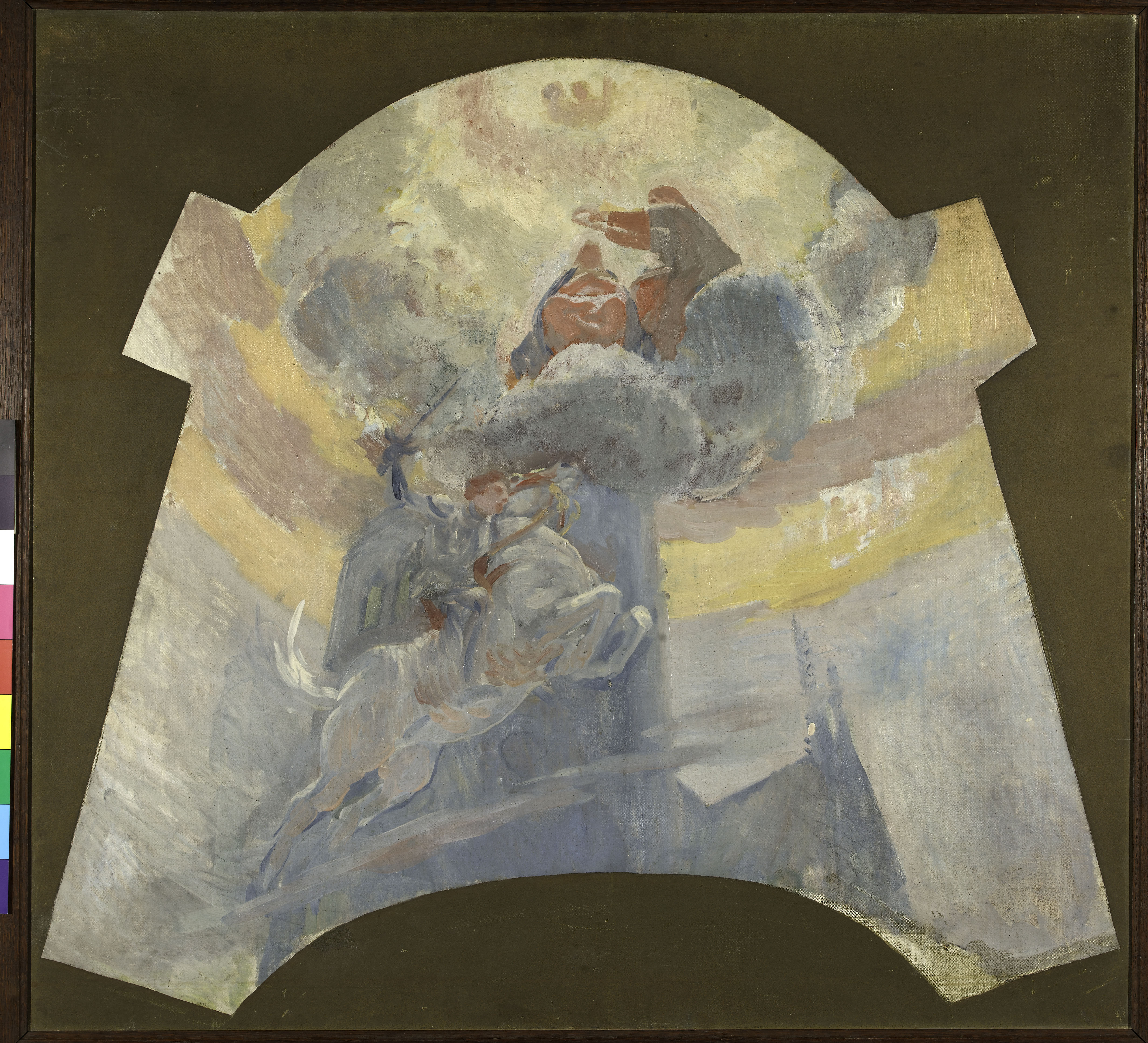
The Mystique (1908), înfățișând Încoronarea Fecioarei Maria
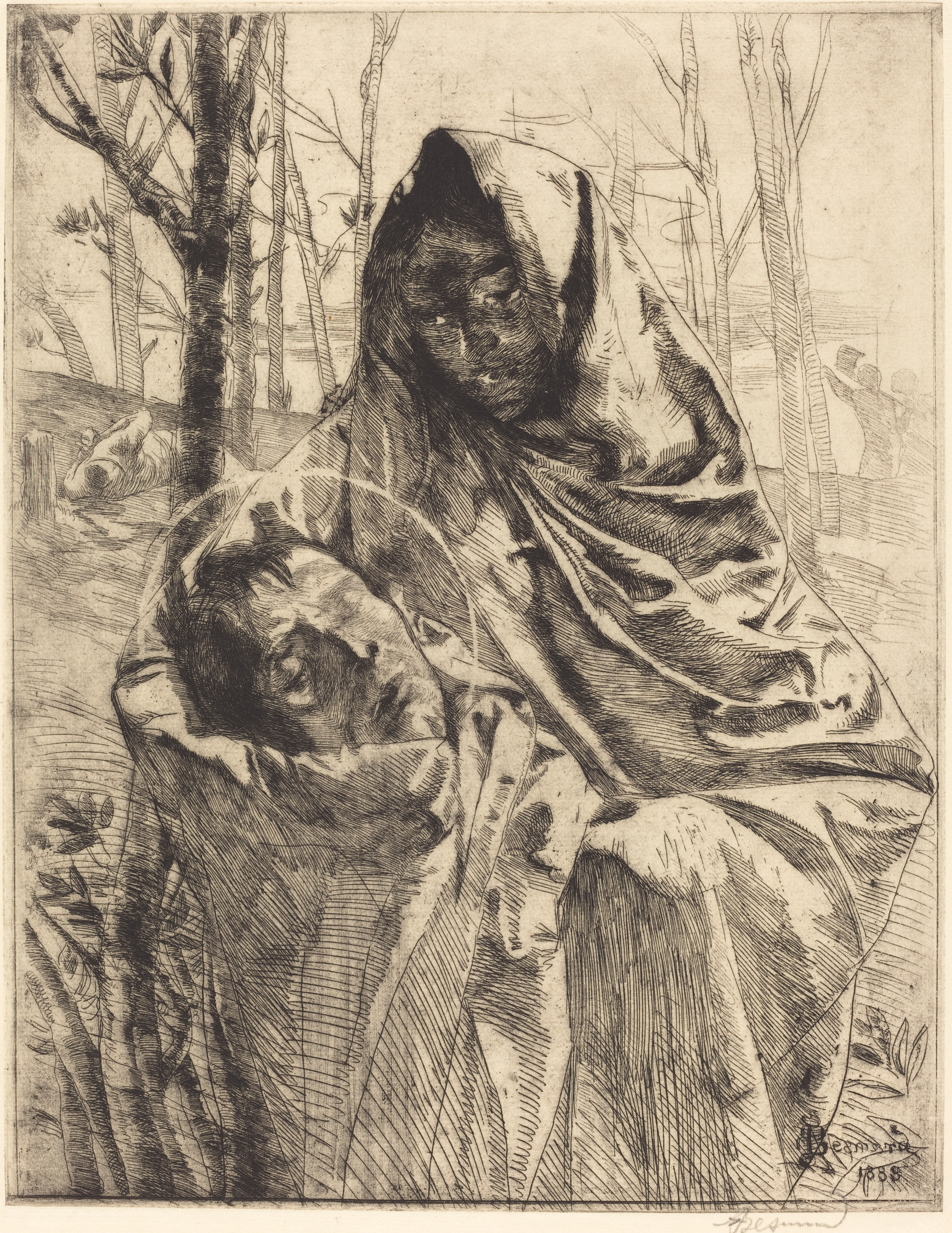
Un martir